# Hoàng Hoa Trung
Hoàng Hoa Trung (sinh ngày 27 tháng 02 năm 1990)  là một nhà hoạt động từ thiện người Việt Nam. Anh là người sáng lập một số dự án từ thiện, nổi bật như Dự án Nuôi Em, Dự án Dũng sĩ bạt, Dự án Sức mạnh 2000. Anh từng có mặt trên một số chương trình truyền hình của Việt Nam và được một số tổ chức ghi danh nhờ những hoạt động từ thiện của mình.

## Thân thế và sự nghiệp
Hoàng Hoa Trung sinh năm 1990, anh bén duyên với công tác thiện nguyện từ năm 17 tuổi. Anh là trưởng nhóm tình nguyện Niềm tin ở quận Thanh Xuân, Hà Nội với biệt danh “Trung nuôi em”, “Trung đồng nát”.
Năm 2014, Trung và các bạn trẻ đã thực hiện Dự án Nuôi em. Bằng hình thức kết nối các nhà hảo tâm để trực tiếp nhận nuôi cơm trưa cho học sinh vùng cao, với giá 8.500 đồng/em/bữa. Đến thời điểm hiện tại, dự án Nuôi em đã có mặt tại ba quốc gia. Hỗ trợ cho 650 học sinh tại Campuchia, 350 học sinh tại Kenya (châu Phi) và Dự án đang đồng hành. Dự án hỗ trợ ở 23 tỉnh, thành tại Việt Nam với số lượng 95.000 học sinh. Tiếp đó là Dự án Dũng sĩ bạt với hoạt động xin bạt cũ, banner backdrop đã qua sử dụng đưa lên vùng cao, miễn phí hoàn toàn vận chuyển, để che chắn các điểm trường còn đang được dựng lên từ tranh, vách nứa.
Năm 2020, anh tiếp tục dành tâm huyết cho Dự án Sức mạnh 2000. Dự án gây quỹ chỉ từ 2.000 đồng lẻ lẻ mỗi ngày nhằm mục tiêu xây dựng hơn 4.000 điểm trường khang trang, xóa sổ điểm trường tạm tại các vùng khó khăn trên toàn quốc. Trung và một số gương mặt tiêu biểu trong hoạt động từ thiện xã hội đã góp mặt tại Đại hội Thi đua yêu nước toàn quốc lần thứ X.
Năm 2021, anh trở thành một trong trong mười thanh niên tiêu biểu tham dự Đại hội Đảng Cộng sản Việt Nam lần thứ XIII.

## Ghi danh và giải thưởng

### Giải thưởng
| Năm  | Lễ trao giải                                              | Đơn vị tổ chức                                | Hạng mục                                           | Nhân vật và tổ chức  | Kết quả           | Chú thích     |
| ---- | --------------------------------------------------------- | --------------------------------------------- | -------------------------------------------------- | -------------------- | ----------------- | ------------- |
| 2009 | Giải Mầm nhân ái                                          | Tập đoàn FPT - Báo điện tử Dân Trí            | Cá nhân xuất sắc                                   | Hoàng Hoa Trung      | Đoạt giải         | [ 6 ]         |
| 2010 | Giải thưởng tình nguyện Chim én                           | Tập đoàn FPT - Báo điện tử Dân Trí            | Cá nhân xuất sắc                                   | Hoàng Hoa Trung      | Đoạt giải         | [ 6 ]         |
| 2017 | Giải thưởng Thanh Niên Kiến Tạo                           | Trung tâm nghiên cứu phát triển bền vững CSDS | Giải Nhất                                          | Hoàng Hoa Trung      | Đoạt giải         | [ 7 ]         |
| 2017 | Giải thưởng tình nguyện quốc gia                          | Cá nhân tiểu biểu                             |                                                    | Hoàng Hoa Trung      | Lọt vào danh sách | [ 8 ]         |
| 2022 | Cuộc thi Sáng Kiến Vì Cộng Đồng                           | Tạp chí Cộng Sản & Bộ Khoa học Công Nghệ      | Giải A                                             | Hệ sinh thái Nuôi Em | Đoạt giải         | [ 9 ]         |
| 2022 | Giải thưởng Thanh niên tình nguyện ASEAN mở rộng năm 2022 | Cá nhân tiêu biểu                             |                                                    | Hoàng Hoa Trung      | Lọt vào danh sách | [ 10 ] [ 11 ] |
| 2023 | WeChoice Awards                                           | VCCorp                                        | Nhân vật truyền cảm hứng và Đại sứ truyền cảm hứng | Hoàng Hoa Trung      | Đoạt giải         | [ 12 ]        |

### Ghi danh khác
| Năm  | Danh hiệu                         | Ban tổ chức                                                   | Chú thích |
| ---- | --------------------------------- | ------------------------------------------------------------- | --------- |
| 2019 | 10 gương mặt trẻ thủ đô tiêu biểu | Thành đoàn Hà Nội                                             | [ 13 ]    |
| 2019 | Gương mặt trẻ Việt Nam tiêu biểu  | Ban Chấp hành Trung ương Đoàn Thanh niên Cộng sản Hồ Chí Minh | [ 14 ]    |
| 2019 | Bằng khen                         | Thủ tướng Chính phủ nước Cộng hòa xã hội chủ nghĩa Việt Nam   | [ 14 ]    |
| 2020 | Forbes 30Under30 Việt Nam         | Forbes Việt Nam                                               | [ 15 ]    |
| 2021 | 50 gương mặt sáng Pháp luật       | Báo Pháp luật Việt Nam                                        | [ 16 ]    |

## Chương trình truyền hình đã tham gia
| Năm  | Chương trình                                       | Kênh                          | Vai trò   | Ghi chú                    | Chú thích |
| ---- | -------------------------------------------------- | ----------------------------- | --------- | -------------------------- | --------- |
| 2017 | Mỗi tuần một nhân vật                              | VOV2                          | Khách mời |                            | [ 17 ]    |
| 2020 | Việc tử tế                                         | VTV1                          | Khách mời |                            | [ 18 ]    |
| 2021 | Khoảnh khắc cuộc đời                               | HTV9                          | Khách mời |                            | [ 19 ]    |
| 2021 | Cất Cánh VTV                                       | VTV1                          | Khách mời |                            | [ 20 ]    |
| 2022 | Ai là triệu phú                                    | VTV3                          | Khách mời | ra về với 22.000.000 đồng. |           |
| 2022 | Lời tự sự                                          | VTV3                          | Khách mời |                            | [ 21 ]    |
| 2023 | Chương trình đặc biệt chiều cuối năm Đường về 2024 | Truyền hình Quốc hội Việt Nam | Khách mời |                            |           |
| 2024 | Người Việt muôn phương                             | VOV5                          | Khách mời |                            | [ 22 ]    |
| 2024 | Luật Siêu Dễ                                       | VTV3                          | Khách mời | Thắng hơn 40.000.000 đồng. | [ 23 ]    |